# James Florio
Pour les articles homonymes, voir Florio.
James Joseph Florio est un homme politique américain né le 29 août 1937 à Brooklyn (New York, État de New York) et mort le 25 septembre 2022 à Voorhees Township (New Jersey).
Membre du Parti démocrate, il représente le New Jersey au Congrès des États-Unis de 1975 à 1990.

## Biographie
James Florio est originaire de Brooklyn. Il sert dans la United States Navy de 1955 à 1958, avant de devenir réserviste. Diplômé en droit de Rutgers en 1967, il devient avocat à Camden, dans le sud du New Jersey.
Il travaille pour plusieurs localités du New Jersey avant d'être élu à l'Assemblée générale de l'État en 1970. Il entre à la Chambre des représentants des États-Unis à partir de 1975. Durant son mandat au Congrès, il se pose en défenseur des consommateurs et de l'environnement.

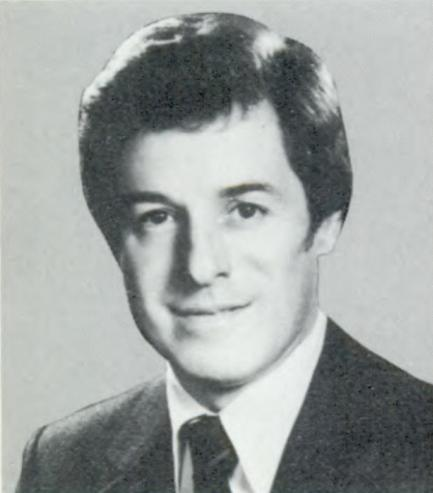
Portrait de Florio au Congrès en 1983.

James Florio se présente au poste de gouverneur du New Jersey à plusieurs reprises. Il échoue à obtenir l'investiture démocrate en 1977 et est battu de justesse par le républicain Thomas Kean en 1981. Il remporte finalement l'élection en 1989, rassemblant 60 % des voix face à son collègue Jim Courter (en).
Malgré de nombreuses réformes progressistes, James Florio devient impopulaire en raison d'une hausse des impôts. Lors des élections de 1991, le Parti démocrate perd de nombreux sièges à la Législature du New Jersey, où les républicains disposent désormais d'assez de sièges pour outrepasser le véto du gouverneur. Si la popularité de James Florio progresse dans la deuxième moitié de son mandat, il est battu de justesse par Christine Todd Whitman lors des élections de 1993.
En 2000, James Florio est candidat aux élections sénatoriales pour succéder à Frank Lautenberg. Il perd la primaire démocrate face à Jon Corzine (42 % des voix contre 58 %).